# College of William & Mary
Das College of William & Mary (auch William & Mary oder W&M genannt) ist eine staatliche Universität in Williamsburg im Osten des US-Bundesstaates Virginia. Gegründet 1693, ist sie nach der Harvard University die zweitälteste Universität der Vereinigten Staaten. Im Jahre 2019 waren hier 8800 Studenten eingeschrieben. Das College gehört zu den sogenannten Public Ivy.

## Geschichte

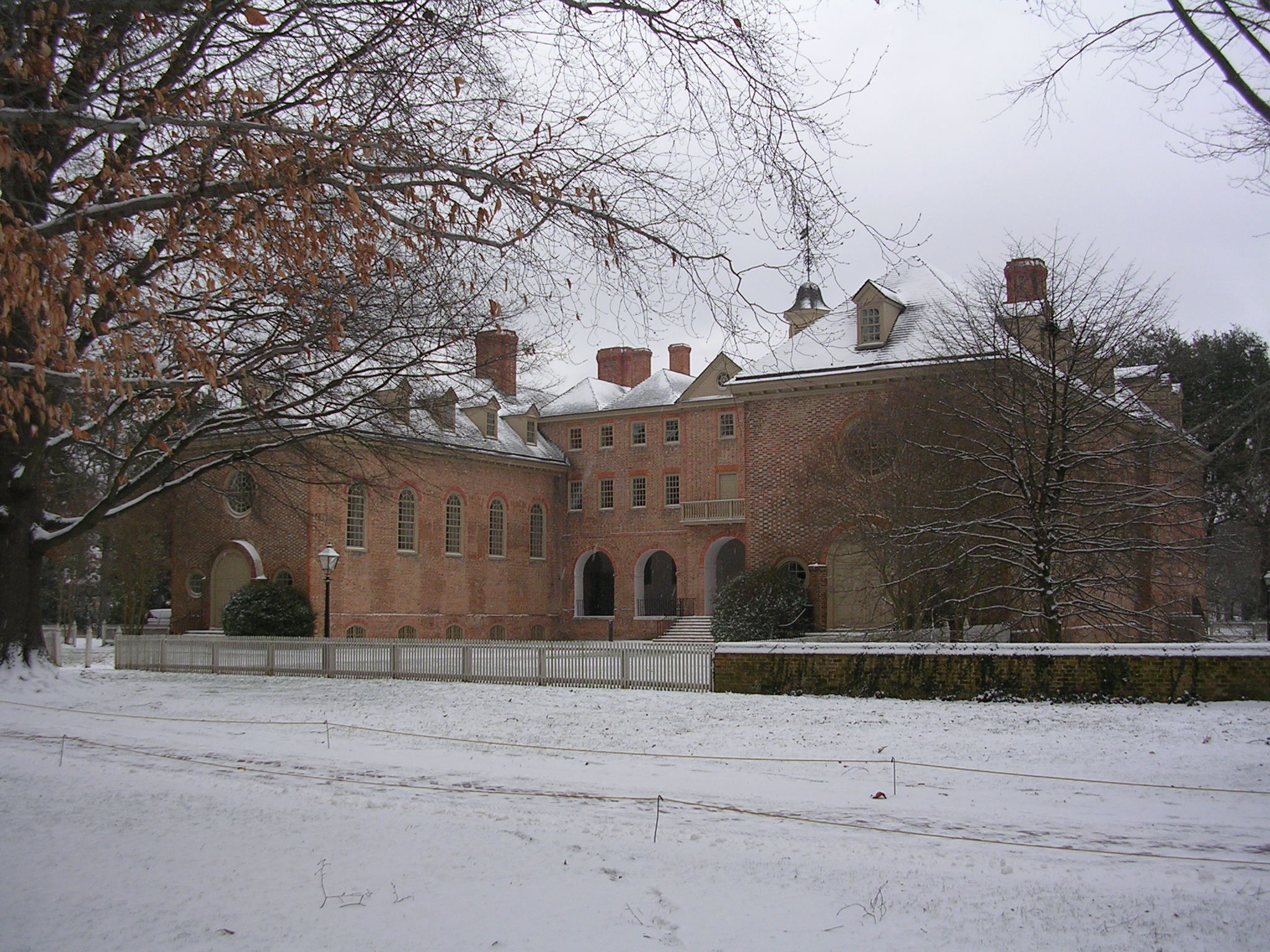
Wren Building im Jahre 2005

Das College of William and Mary wurde 1693 zu Ehren von Wilhelm III. und Maria II. mit Royal Charter gegründet und war damit eines der Colonial Colleges, Hochschulen der dreizehn Kolonien vor der Unabhängigkeitserklärung der Vereinigten Staaten. Jungen Männern aus der Colony of Virginia sollte damit eine höhere Bildung ermöglicht werden ohne die Kolonien verlassen zu müssen. Als Standort wurde Middle Plantation ausgewählt, das heutige Williamsburg. Das Hauptgebäude, damals College Building genannt, wurde von Sir Christopher Wren entworfen und 1695 vollendet. Es ist heute als Wren Building das älteste genutzte Hochschulgebäude in den Vereinigten Staaten, obwohl zwischenzeitlich dreimal abgebrannt und wiederaufgebaut.
Während des Amerikanischen Unabhängigkeitskrieges wurde das College zwischen 1791 und 1792 aufgrund der Invasion durch britische Streitkräfte geschlossen. Im Jahre 1788 wurde George Washington zum Kanzler der Hochschule ernannt. Während der Dauer des Sezessionskrieges schloss das College, da sich fast alle Studenten den konföderierten Streitkräften anschlossen. Im Jahre 1881 musste die Hochschule aufgrund finanzieller Schwierigkeiten schließen. Mit ständiger finanzieller Hilfe des Commonwealth of Virginia konnte kurz darauf der Betrieb sichergestellt werden, jedoch übernahm Virgina im Jahre 1906 offiziell die Liegenschaften und der Status wechselte von einer privaten zu einer staatlichen Hochschule.
1918 wurden zum ersten Mal Frauen aufgenommen und 1919 wurden Zweigstellen in Norfolk und Richmond aufgebaut. Die Zweigstellen wurden später als Old Dominion University und Virginia Commonwealth University eigenständige Universitäten.
Bis Anfang 2021 entdeckten Forscher bei der Untersuchung eines Cottages, das am Rand des Campus liegt und lange Zeit die militärgeschichtliche Forschungsstelle der Universität beherbergte, dessen ursprünglichen Zweck. Durch die genaue Datierung der Bausubstanz auf das Jahr 1759/60 und Auswertung historischer Dokumente gelang es, das Gebäude als die Williamsburg Bray School zu identifizieren, an der von 1760 bis 1774 freie und versklavte Afroamerikaner unterrichtet wurden. Diese, in allen Dreizehn Kolonien verbreiteten Schulen gingen auf den Geistlichen und Abolitionisten Thomas Bray zurück. Das Gebäude, dessen zeitweilige Funktion als Schule bis dahin lange vergessen war, wurde um 1930 von der Prince George Street auf seinen heutigen Standort verlegt. Das College of William & Mary und die Colonial Williamsburg Foundation gaben bekannt, dass sie die Williamsburg Bray School renovieren und an einen anderen Standort in das Living-History-Museum der Stadt verlegen wollten.
Gegenwärtig ist das College of William & Mary eine Universität mittlerer Größe mit 25 Studiengängen, 12 Master-Programmen und sechs Programmen zum Doktorgrad.

## Sport
Das Sportteam des College wird The Tribe genannt. Es ist Mitglied der Colonial Athletic Association. Ihr Maskottchen ist ein Greif.

## Persönlichkeiten

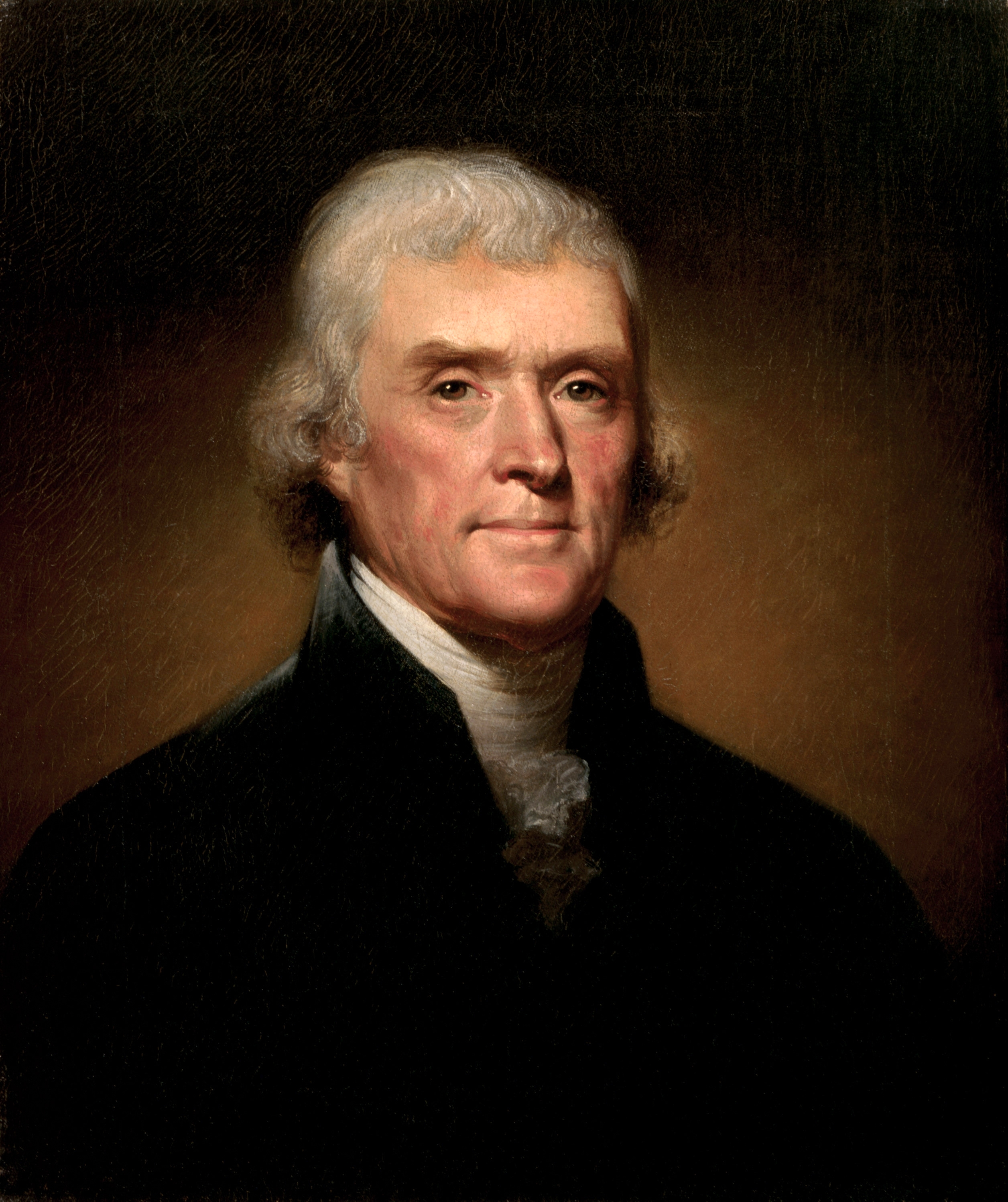
Thomas Jefferson, Absolvent 1762, von 1801 bis 1809 US-Präsident

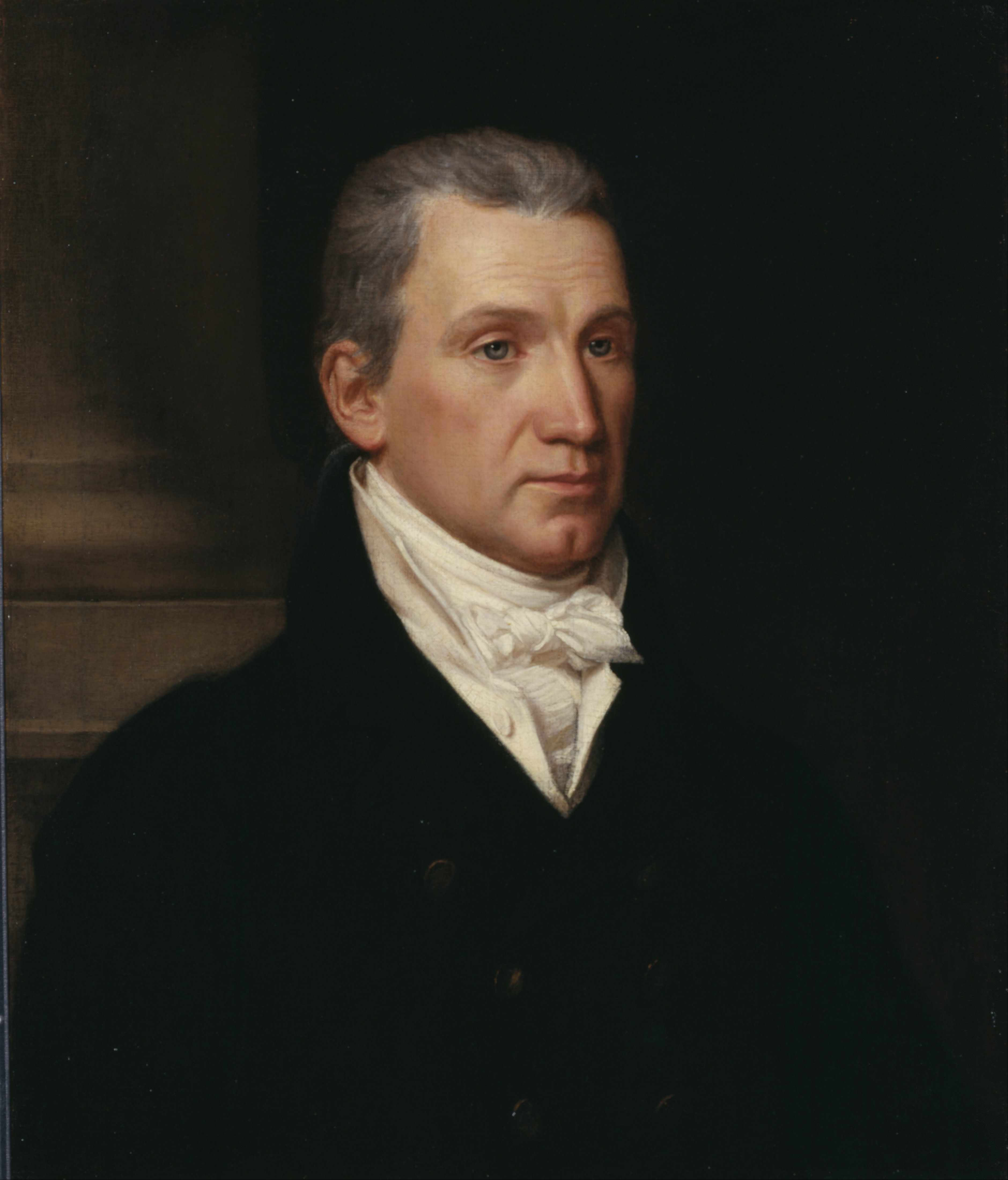
James Monroe, Absolvent 1776, von 1817 bis 1825 US-Präsident

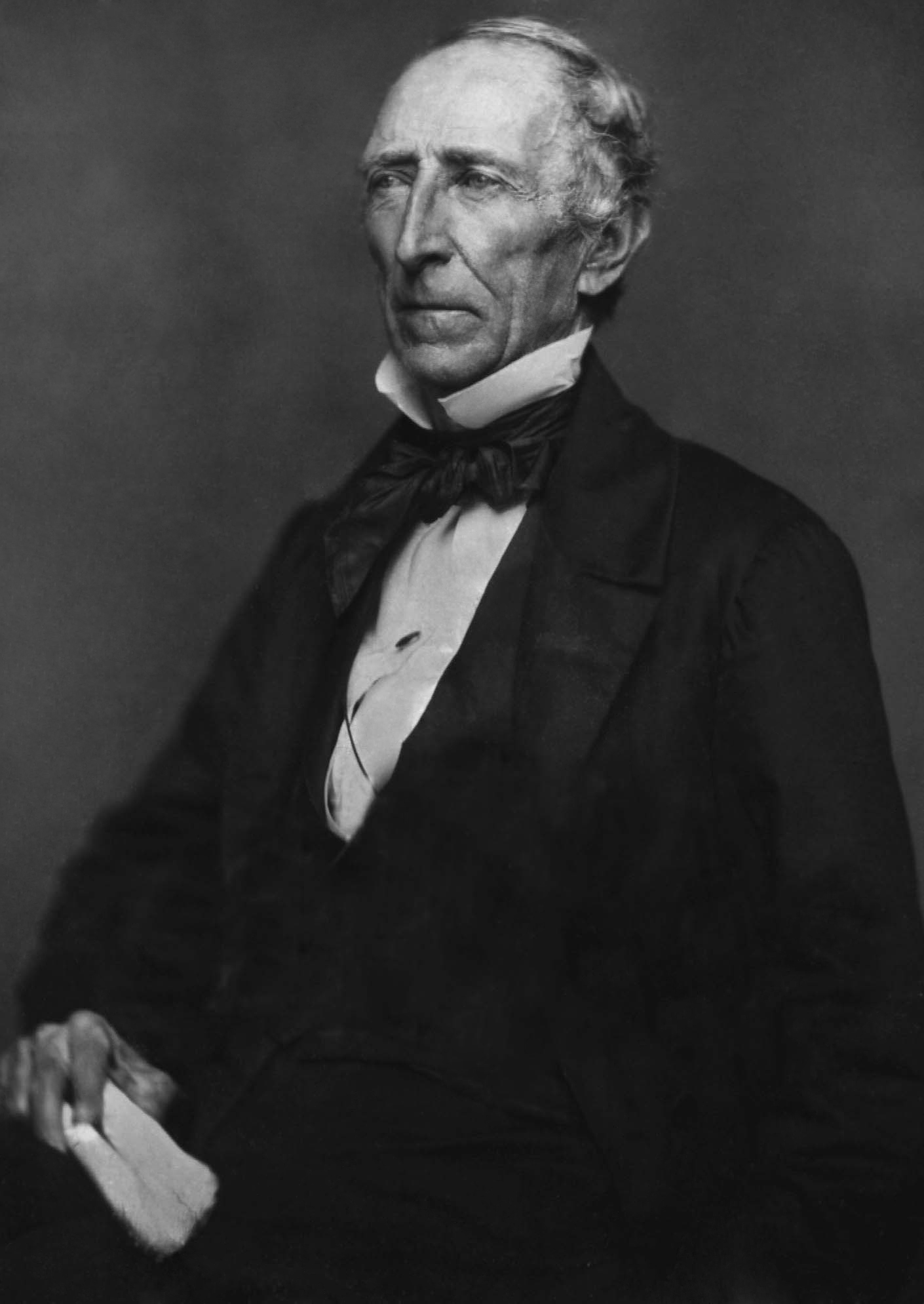
John Tyler, Absolvent 1807, von 1841 bis 1845 US-Präsident

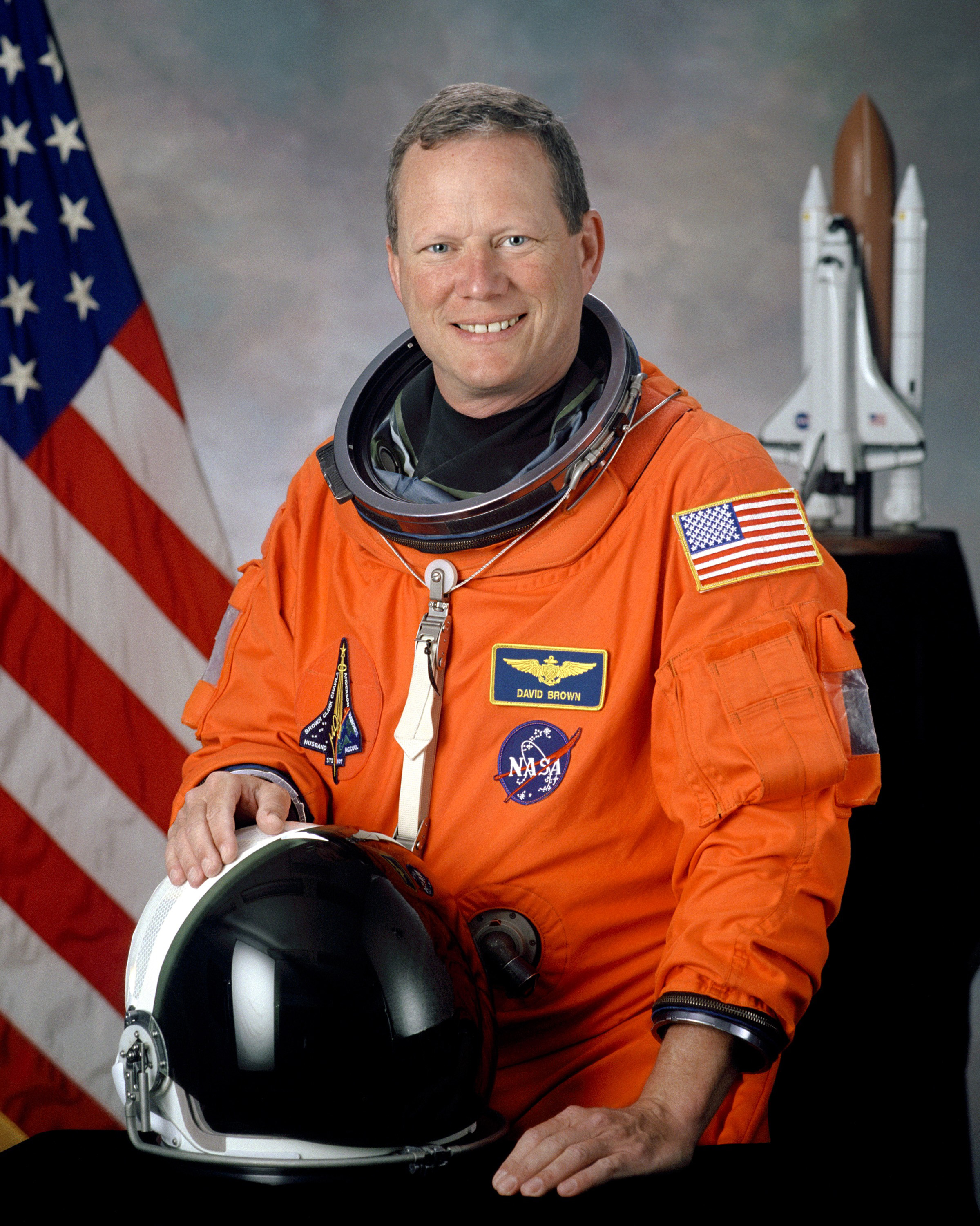
David Brown, Absolvent 1978, Astronaut

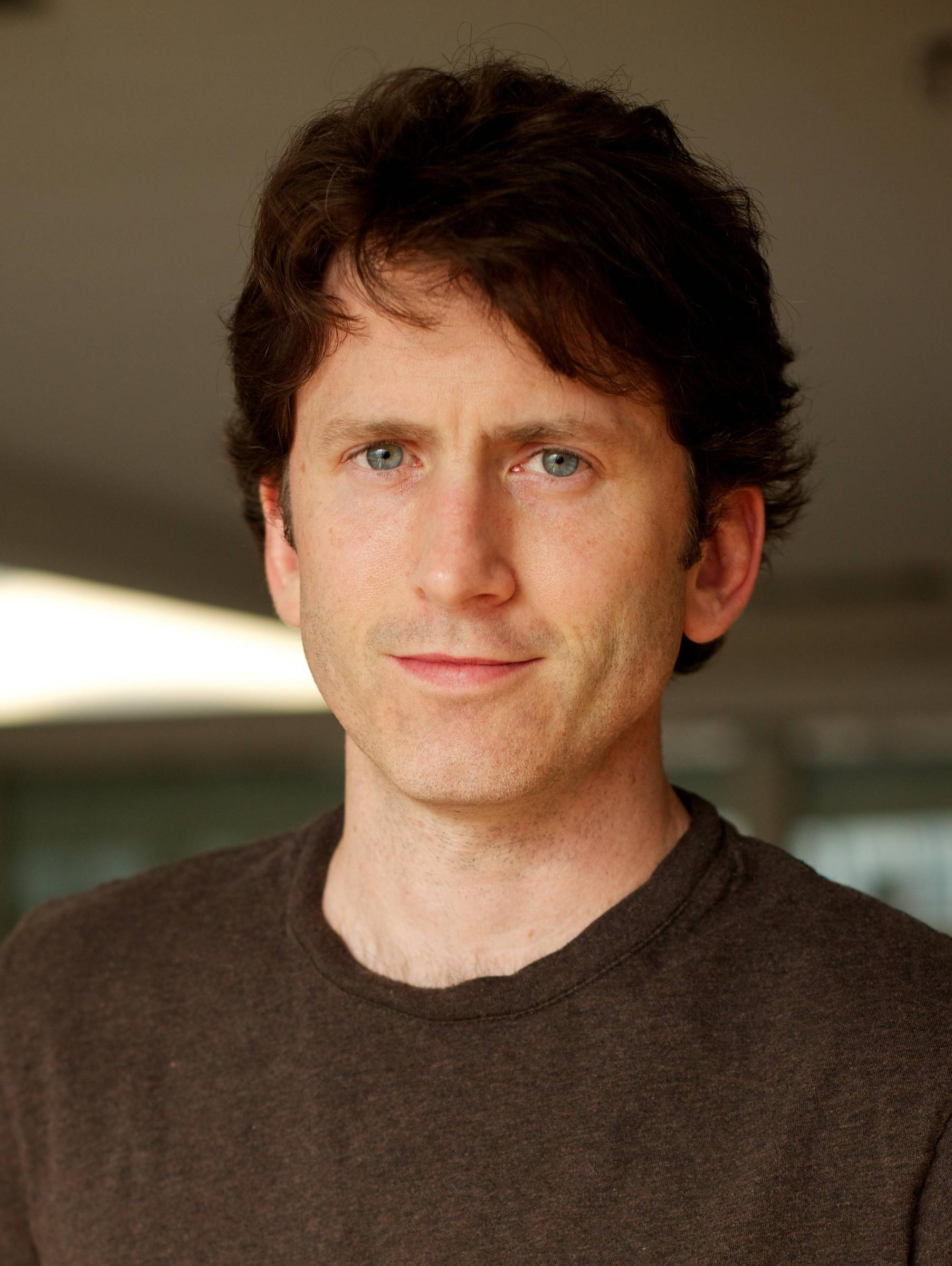
Todd Howard, Absolvent 1993, Computerspielentwickler

Im Verlaufe seiner Geschichte studierten drei US-Präsidenten, vier Unterzeichner der Unabhängigkeitserklärung der Vereinigten Staaten und sechzehn Delegierte des Kontinentalkongress an der Universität. George Washington erhielt dort seine Lizenz als Geometer.
Politik und Verwaltung
- William S. Archer (1789–1855), Mitglied des US-Senats
- Richard Clough Anderson (1788–1826), Mitglied des US-Repräsentantenhauses
- Philip Pendleton Barbour (1783–1841), Mitglied des US-Repräsentantenhauses
- William T. Barry (1784–1835), ehemaliger US-Postminister
- John Blair (1732–1800), Richter am Obersten Gerichtshof der Vereinigten Staaten
- Richard Bland (1710–1776), Delegierter für Virginia im Kontinentalkongress
- George M. Bibb (1776–1859), ehemaliger US-Finanzminister
- William Wyatt Bibb (1781–1820), erster Gouverneur von Alabama
- Carter Braxton (1736–1797), Unterzeichner der Unabhängigkeitserklärung und für Virginia im Kontinentalkongress
- John Breckinridge (1760–1806), ehemaliger US-Justizminister
- James Brown (1766û1835), Mitglied des US-Senats
- Steve Chabot (* 1953), Mitglied des US-Repräsentantenhauses
- Henry Clay (1777–1852), ehemaliger US-Außenminister
- James Comey (* 1960), ehemaliger Chef des FBI
- John J. Crittenden (1786 oder 1787–1863), ehemaliger US-Justizminister
- William Fleming (1736–1824), Delegierter für Virginia im Kontinentalkongress
- Charles Arthur Ford (* 1950), ehemaliger US-Botschafter in Honduras
- Robert Gates (* 1943), ehemaliger US-Verteidigungsminister
- Benjamin Harrison V (1726–1791), Unterzeichner der Unabhängigkeitserklärung und für Virginia im Kontinentalkongress
- Thomas Jefferson (1743–1826), dritter US-Präsident
- John Winston Jones (1791–1848), 1843 bis 1845 der Sprecher des Repräsentantenhauses
- John Marshall (1755–1835), ehemaliger Vorsitzender Richter des obersten Gerichtshofes
- John Francis Mercer (1759–1821), ehemaliger Gouverneur von Maryland
- James Monroe (1758–1831), fünfter US-Präsident
- John Nelson (1791–1860), ehemaliger US-Justizminister
- George Plater (1735–1792), ehemaliger Gouverneur von Maryland
- Jen Psaki (* 1978), 34. Pressesprecherin des Weißen Hauses
- Edmund Randolph (1753–1813), ehemaliger US-Justizminister und US-Außenminister
- Peyton Randolph (1721–1775), erster Präsident des Kontinentalkongresses
- Thomas B. Robertson (1775–1828), 1820 bis 1824 Gouverneur von Louisiana
- Charles L. Scott (1827–1899), Mitglied des US-Repräsentantenhauses
- Andrew Stevenson (1784–1857), 16. Sprecher des US-Repräsentantenhauses
- Henry St. George Tucker senior (1780–1848), Mitglied des US-Repräsentantenhauses
- John Tyler (1790–1862), zehnter US-Präsident
- John Tyler senior (1747–1813), von 1808 bis 1811 Gouverneur von Virginia
- Bushrod Washington (1762–1829), Richter am Obersten Gerichtshof der Vereinigten Staaten

Militär
- David D. McKiernan (* 1950), General der US-Army
- Winfield Scott (1786–1866), General der US-Army

Kunst und Kultur
- James Branch Cabell (1879–1958), Schriftsteller
- Glenn Close (* 1947), Schauspielerin
- Steven Culp (* 1955), Schauspieler
- Perry Ellis (1940–1986), Modedesigner
- Charles Esten (* 1965), Schauspieler
- Kate Fleming (1965–2006), Hörbuchsprecherin
- Scott Glenn (* 1941), Schauspieler
- Sheri Holman (* 1966), Schriftstellerin
- Linda Lavin (1937–2024), Schauspielerin und Sängerin
- Bill Lawrence (* 1968), Fernsehautor und Schöpfer der Serie Scrubs
- Yuri Lowenthal (* 1971), Schauspieler und Synchronsprecher
- Patton Oswalt (* 1969), Schauspieler und Komiker
- Jon Stewart (* 1962), Komiker, Schauspieler, Fernsehmoderator (The Daily Show)
- John C. Wright (* 1961), Autor von Science-Fiction- und Fantasyromanen

Sport
- Mark McCormack (1930–2003), Begründer des modernen Golfmarketings
- Lou Creekmur (1927–2009), American-Football-Spieler
- DeAndre Houston-Carson (* 1993), American-Football-Spieler
- Arnold Palmer (1929–2016), erster Superstar des Golfsports
- Buster Ramsey (1920–2007), American-Football-Spieler und -Trainer
- Knox Ramsey (1926–2005), American-Football-Spieler
- Mike Tomlin (* 1972), American-Football-Trainer
- Colby Sorsdal (* 2000), American-Football-Spieler

Wissenschaft
- Aziza Baccouche  (1976–2021), Physikerin und Filmemacherin
- John Boswell (1947–1994), Historiker
- John White Brockenbrough (1806–1877), Jurist und Politiker, gründete 1849 die Lexington Law School
- David McDowell Brown (1956–2003), Astronaut, starb beim Absturz der Raumfähre Columbia
- Jerry Coyne (* 1949), Biologe
- George Wythe (1726–1806), „Vater der amerikanischen Rechtswissenschaft“

Wirtschaft
- Mark McCormack (1930–2003), Gründer der International Management Group
- Todd Howard (* 1971), Game Designer und Producer für Bethesda Softworks